# エモーティブ・システムズ
エモーティブ・システムズ（Emotiv Systems）は、オーストラリアの脳波（EEG）技術に基づくブレイン・コンピュータ・インタフェースの開発会社。
同社は、2003年に神経科学教授のアラン・シュナイダー、チップデザイナーのニール・ウェスティ、実業家のタン・レイとナン・ドゥからなる4名の研究者と役員によって設立された。
最高技術責任者（CTO）はジョーフリー・マッケラーである。

## エモーティブ・エポック（Emotiv Epoc）
Emotivシステムの製品にはWindows PC上でゲームのための周辺機器であるEmotiv EPOCと神経ヘッドセットであるEmotiv EEG がある。
エモーティブ・システムズ（Emotiv Systems）によれば、ヘッドセットを使うと、プレイヤーの心と顔の表情に影響を受けて、ゲームをコントロールできるのだと言う。
そしてこの製品はPCとワイヤレスで接続でき、将来はコンソールのようなほかのゲームプラットフォームと共に使用することができるようになるかもしれないようである。
エポックはシドニーベースの工業デザインコンサルタント4designと併せEmotivシステムズによって設計された。
非準拠のソフトウェアEmoKeyとの互換性のためのキーまたはそのHIDにデバイスを変換の組み合わせにコマンドを結びつけるために提供される。
ソフトウェア開発キットも用意されている。

## エモーティブ・インサイト（Emotiv Insight）
2013年8月1日に、同社はエモーティブ・インサイト（Emotiv Insight）という新しいＢＭＩをキックスターターで発表し2013年9月16日、出資を成功させた。

このデバイスの特色は５つのドライ・EEGセンサーと2つの基準センサーを備えていることや、また6軸慣性センサーおよび3軸磁力計なども備えていることが挙げられる。
同社は、インサイトも、認知状態、表情、精神コマンドなど、EPOCと同様の検出機能を特色にすると主張している。

## マーケティング
2008年、サンフランスシスコで開かれたゲーム・デベロッパー・カンファレンスでEmotivヘッドセットは新しいテレビゲームの入力デバイスコーナーに置かれた。
Emotivを使ったデモでプレーヤーはストーンヘンジを建てるパズルをプレイした。
そのデモでは、Emotivを着用したプレイヤーは、押したり引っ張ったりするような手の動きを行いストーンヘンジを再興した。
2010年7月、タン・レイは、TEDカンファレンスでヘッドセットのデモを行った。